# Don't Turn Off the Lights
Don't Turn Off the Lights, conosciuto sul mercato di lingua spagnola col titolo No apagues la luz è un brano musicale del cantante spagnolo Enrique Iglesias, estratto come terzo singolo dall'album Escape del 2002. Il brano è stato scritto da Iglesias, Kara DioGuardi, Steve Morales e Dave Siegel.
Sono stati prodotti due differenti video per Don't Turn Off the Lights. Il primo è stato diretto da Marc Klasfeld e vede protagonista l'attrice Laura Nativo. La seconda versione invece è stata diretta dallo stesso Iglesias ed è stata resa disponibile il 17 giugno 2002.

## Tracce
CD Single
1. Don't Turn Off The Lights (Album Version) - 3:47
2. Don't Turn Off The Lights (Fernando Garibay & Giorgio Moroder Remix) - 4:23
3. Don't Turn Off The Lights (Fernando Garibay & Giorgio Moroder Extended Mix) - 6:27
4. Escape (Stonebridge Radio Mix) - 4:30
5. Escape (JJ's Radio Edit) - 3:47
6. Escape (Video) - 3:29

## Classifiche
| Classifica (2002)                           | Posizione più alta |
| ------------------------------------------- | ------------------ |
| Australia                                   | 8                  |
| Paesi Bassi Top 30                          | 89                 |
| Nuova Zelanda                               | 6                  |
| U.S. Billboard Bubbling Under Hot 100       | 10                 |
| U.S. Billboard Top 40 Mainstream            | 24                 |
| U.S. Billboard Top 40 Tracks                | 39                 |
| U.S. Billboard Latin Tropical/Salsa Airplay | 19                 |